# Content-Moderation
Unter Content-Moderation versteht man das Einwirken auf Medieninhalte in Sozialen Netzwerken, Internetforen, Cloud-Diensten, Content-Management-Systemen und anderen informationstechnischen Systemen durch die Anbieter dieser Dienste. Zu den Aufgaben eines Content-Moderators zählen das Löschen und Sperren von Inhalten (Digitale Müllhalde) sowie das Filtern, Ordnen und Auswerten von Informationen und Daten. Die Content-Moderation ist Teil des Content-Management und oft auch des Online-Community Management. Sie dient der Vermeidung bestimmter Aspekte der Internetkriminalität und der Entfernung von Inhalten, die gegen das Verbreitungsverbot verstoßen.
Davon zu unterscheiden ist die kriminalpolizeiliche Ermittlungsarbeit etwa im Darknet zum Zweck der Strafverfolgung.

## Moderierte Inhalte
Große Internetdienstleister wie Facebook, Google, Twitter und YouTube beauftragen sogenannte „Commercial Content Moderatoren“, um fragwürdige Inhalte zu entfernen oder zu sperren. Zu den zu löschenden Inhalten zählen unter anderem Kriminalität, Folter, Gewalt, Mord und Suizid, Hassnachrichten und Cyber-Mobbing, Terrorismus, Tierquälerei, Vergewaltigung und Kindesmissbrauch. Weltweit gibt es schätzungsweise mehrere Hunderttausend Content-Moderatoren, die für die Löschung von Inhalten zuständig sind. In Deutschland sind in Berlin und Essen zusammen über 1000 Content-Moderatoren tätig, die Einträge kontrollieren und gegebenenfalls löschen, die gegen die Facebook-Standards oder das Netzwerkdurchsetzungsgesetz verstoßen. Allerdings wird die Arbeit meist von den Konzernen in Entwicklung- und Schwellenländern outgesourct, wo für Billiglöhne gearbeitet wird.
Die Tätigkeit des Content-Moderators wird vermehrt durch künstliche Intelligenz ersetzt oder vorsortiert und durch automatisierte Systeme wie Upload-Filter reduziert.

## Arbeitsbedingungen der Moderatoren
Der Dokumentarfilm The Cleaners stellt zumeist unsichere Arbeitsbedingungen und kurzfristige Arbeitsverträge der Moderatoren (Zeitarbeit) auf den Philippinen dar, wo die meisten Content-Moderatoren arbeiten. Es kommt zu Langeweile bei der Arbeit, weil viele monotone Tätigkeiten verrichtet werden müssen (Boreout-Syndrom) und bei anstößigen Inhalten kann es auch zu Ekel und psychischen Belastungen kommen. Content-Moderatoren müssen zudem schnell reagieren können.
Die Mitarbeiter müssen eine Schweigeverpflichtung unterschreiben und dürfen nicht über ihre Tätigkeit sprechen. Arbeit finden Content-Moderatoren in PR-Agenturen, Call Centern, in den Unternehmen selbst, speziellen Löschzentren oder Koordinierungswebseiten wie Mechanical Turk. Allerdings werden aus rechtlichen Gründen feste Arbeitsplätze von Arbeitnehmern bevorzugt. Spezialisierte Firmen auf dem Gebiet sind zum Beispiel TaskUS, MicroSourcing und Arvato.

## Arbeitsschutz
Im Jahr 2006 schlossen sich in den Vereinigten Staaten große IT-Firmen wie Facebook, Microsoft und Twitter zur Technology Coalition zusammen, um gegen strafbare Kinderpornographie und sexuellen Kindesmissbrauch im Internet vorzugehen. Die Vereinigung begründete unter anderem die Crimes Against Children Conference (CACC) und erarbeitete Arbeitsschutzrichtlinien (Employee Resilience Guidebook) für Mitarbeiter, die bei ihrer Tätigkeit mit strafbaren Inhalten konfrontiert werden.
Eine Mitarbeiterin aus San Francisco löste eine Sammelklage gegen Facebook aus, weil sie durch ihre Arbeit an einer Posttraumatische Belastungsstörung erkrankt sei. Facebook habe gegen die erarbeiteten Arbeitsschutzbestimmungen verstoßen. Die Mitarbeiter würden nicht hinreichend geschult und erhielten keine psychologische Unterstützung. Facebook solle einen Fonds gründen und die Kosten ihrer Heilbehandlung übernehmen. Als Ergebnis kam im Mai 2020 eine Einigung zustande, nach dem Facebook pro Kopf mindestens 1.000 USD zu zahlen hatte, bei Erkrankung auch mehr. Eine weitere Klage wurde gegen TikTok angestrebt.

## Internetregulierung
Häufig werden Darstellungen von kriegerischen Auseinandersetzungen und Gewalttaten gelöscht oder zensiert. Die Privatisierung der Kontrolle durch die großen Internet-Plattformen sehen manche als eine Gefahr für die freie Meinungsäußerung und die Demokratie.
Konzernen wird vorgeworfen, sich ihrer digitalen Verantwortung zu entziehen, indem sie die Arbeit für Niedriglöhne in Entwicklungs- und Schwellenländer outsourcen und versuchen, eine Scheinwelt zu erschaffen. Content-Moderation kann ebenfalls zur Platzierung von Fake News, zur Internetzensur oder für andere manipulative Zwecke missbraucht werden.

### Sachliteratur
- Tarleton Gillespie: Custodians of the Internet: Platforms, Content Moderation, and the Hidden Decisions That Shape Social Media. Yale University Press, 2018. ISBN 9780300173130

### Belletristik
- Hanna Bervoets: Dieser Beitrag wurde entfernt. Hanser Berlin 2022 (Originaltitel: Wat wij zagen. Übersetzung: Rainer Kersten), ISBN 978-3-7632-7442-0.